# Esperetina
L'esperetina è un flavanone. È la forma agliconica dell'esperidina. Isolata nel 1928 per idrolisi dell'esperidina.